# Amaxia punctata
Lampruna punctata là một loài bướm đêm thuộc phân họ Arctiinae, họ Erebidae.